# 葛马站
葛馬站（：／ Galma yeok */?）是大田地鐵1號線沿線的一座地下車站，位於韓國大田廣域市西區葛馬洞。

## 車站結構
本站站體為2面2線側式月台的地下車站，設有月台幕門，並有4處出口。

### 月台配置
| 政府大樓 ↑ |
| \| 上      |
| ↓ 月坪     |

| 月台 | 路線               | 目的地                                 |
| ---- | ------------------ | -------------------------------------- |
| 上行 | ●大田都市铁道1号线 | 政府大樓、市廳、大田、板岩方向         |
| 下行 | ●大田都市铁道1号线 | 月坪、儒城溫泉、世界盃競技場、盤石方向 |

## 歷史
- 2007年4月17日：落成啟用。

## 車站周邊
- 葛馬公園
- 屯之尾公園
- 大田屯山女子高校
- 西大田高校
- 大田屯山中學
- 大田葛馬初等學校
- 奧運紀念國民生活館

## 相鄰車站
大田廣域市都市鐵道公社
●大田都市铁道1号线
政府大樓（112）－葛馬（113）－月坪（114）